# Xylopia
Xylopia L. – rodzaj roślin z rodziny flaszowcowatych (Annonaceae Juss.). Według The Plant List w obrębie tego rodzaju znajduje się co najmniej 109 gatunków o nazwach zweryfikowanych i zaakceptowanych, podczas gdy aż 89 taksonów ma status gatunków niepewnych (niezweryfikowanych). Występuje naturalnie w klimacie równikowym całego świata. Gatunkiem typowym jest X. frutescens Aubl., wcześniej niewłaściwie oznaczanym jako X. muricata Vell.

## Morfologia
PokrójZimozielone drzewa lub krzewy.
LiścieSą pojedyncze. Liść na brzegu jest całobrzegi.
KwiatyPromieniste, obupłciowe, pojedyncze lub zebrane w pęczkach. Rozwijają się w kątach pędów. Działki kielicha są 3, mniej lub bardziej zrośnięte u podstawy. Mają 6 płatków ułożonych w dwóch rzędach. Są mniej lub bardziej zrośnięte u podstawy. W czasem stają się mniej lub bardziej zdrewniałe. Płatki zewnętrzne są większe niż wewnętrzne. Pręciki są liczne.

## Systematyka

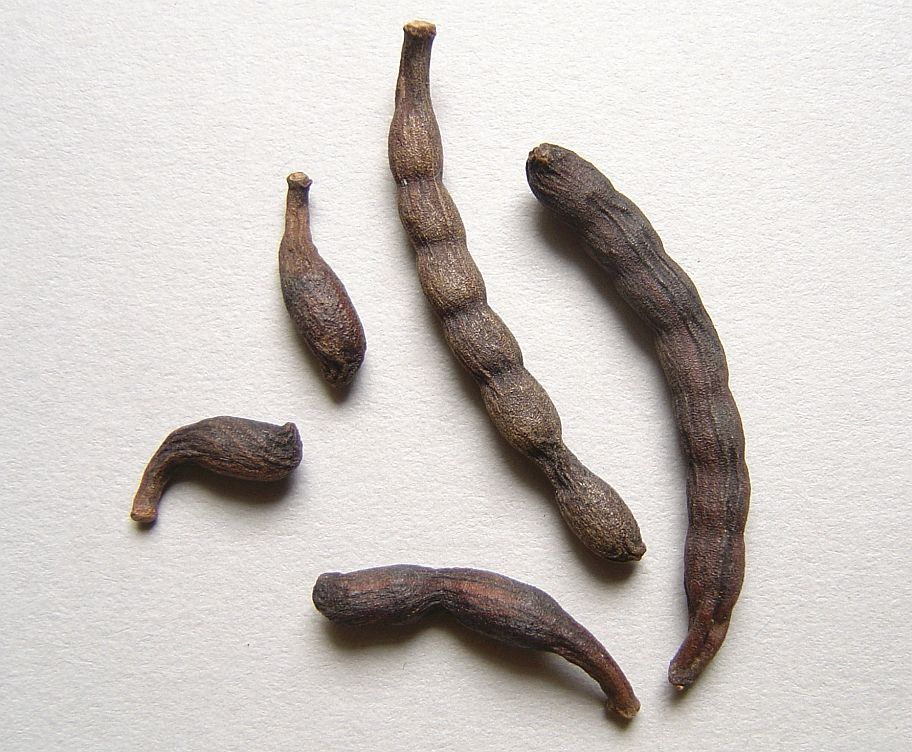
Owoce gatunku Xylopia aethiopica

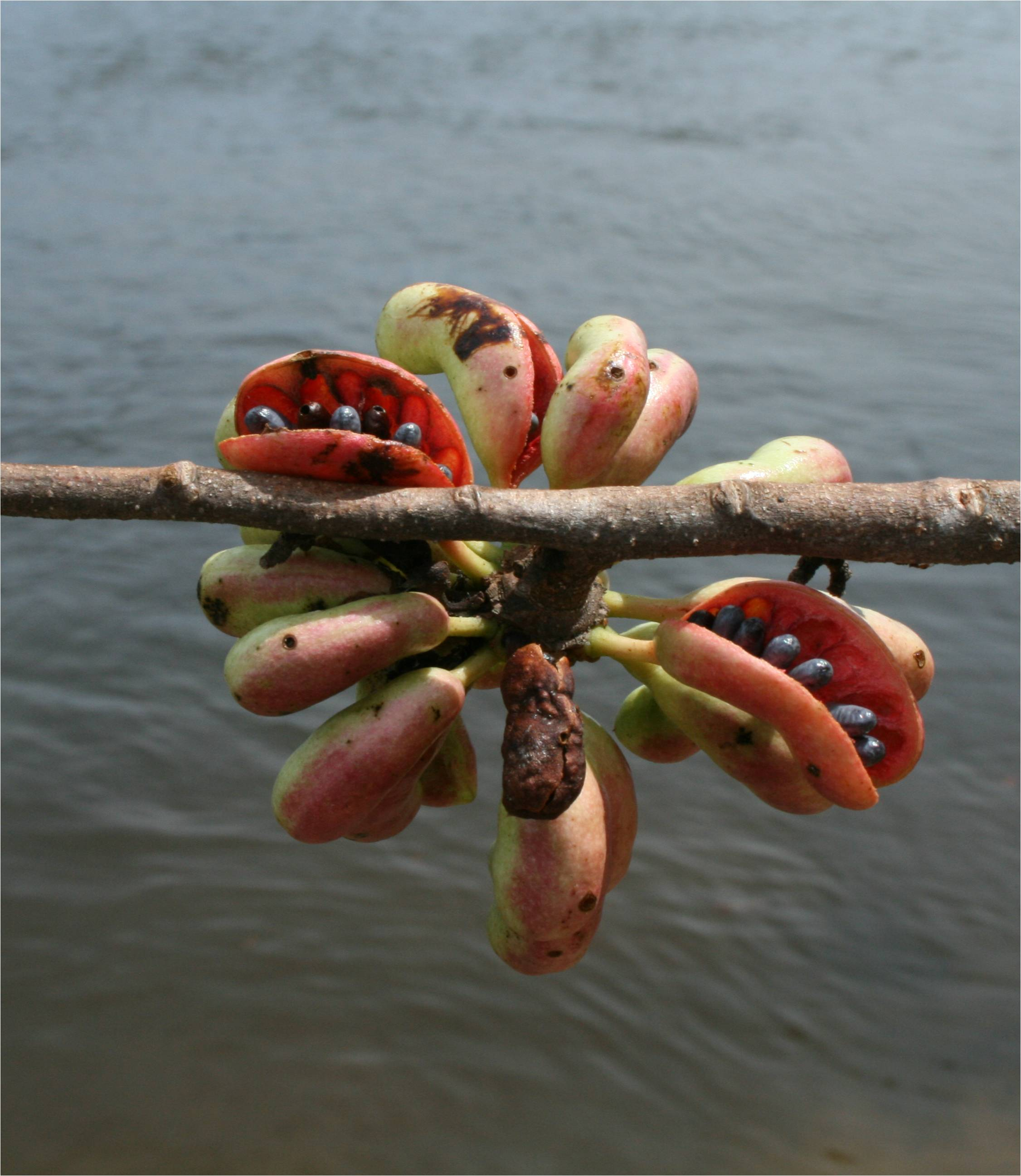
Owoce gatunku Xylopia aromatica

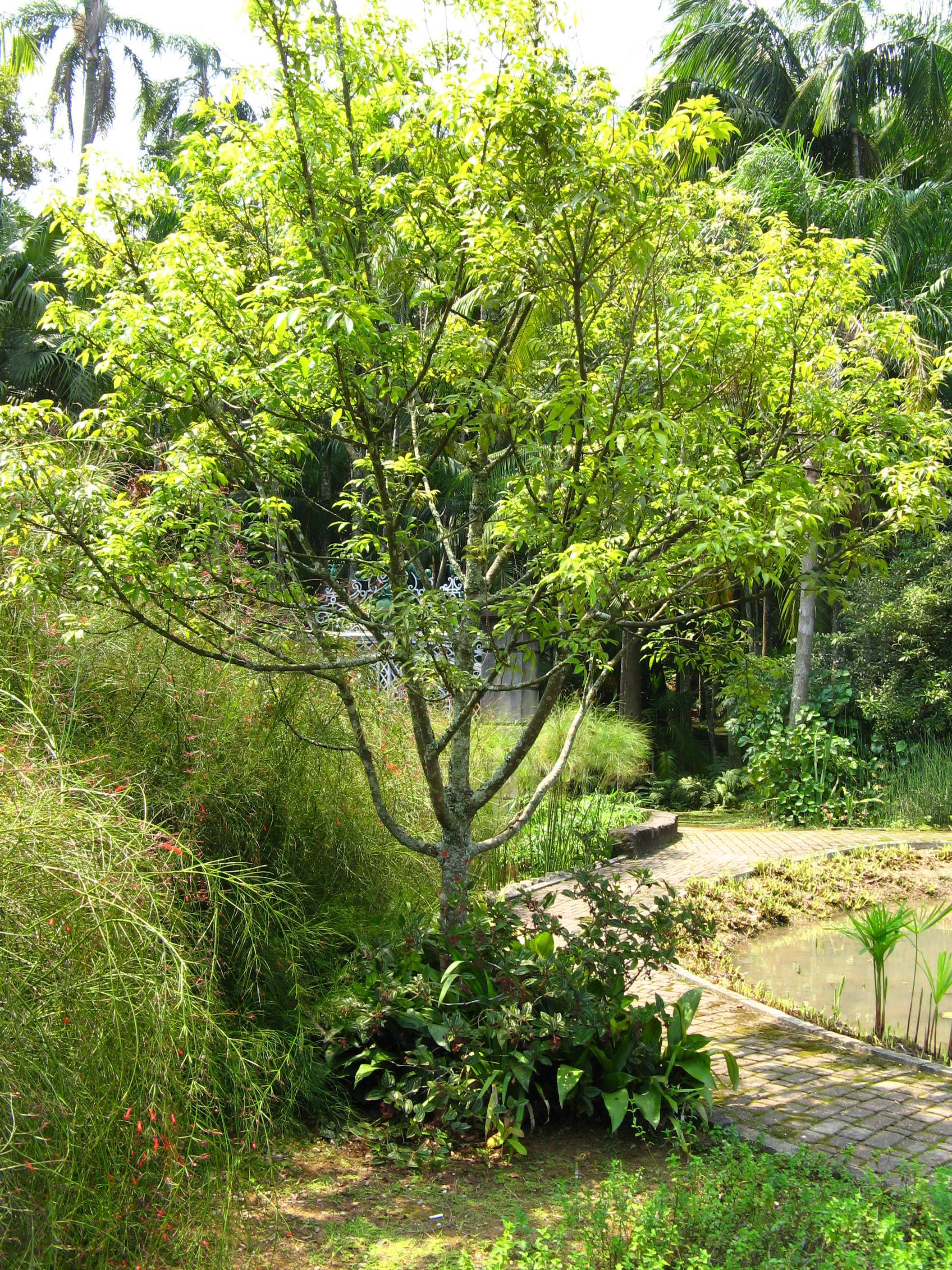
Pokrój gatunku Xylopia brasiliensis

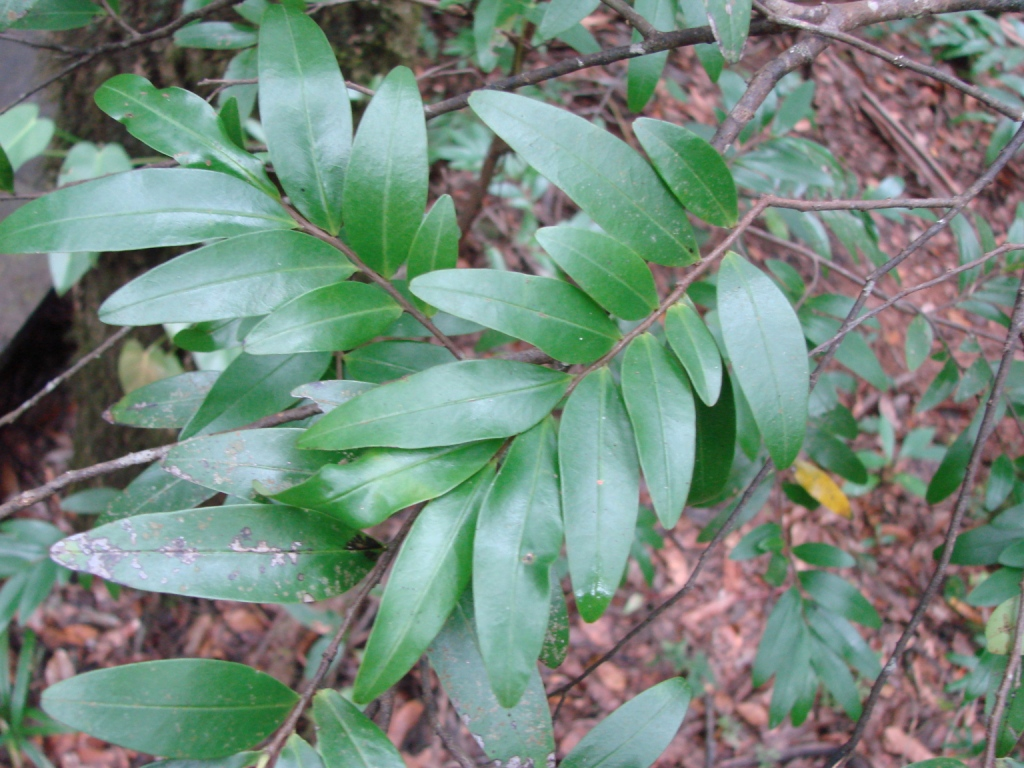
Liście gatunku Xylopia emarginata

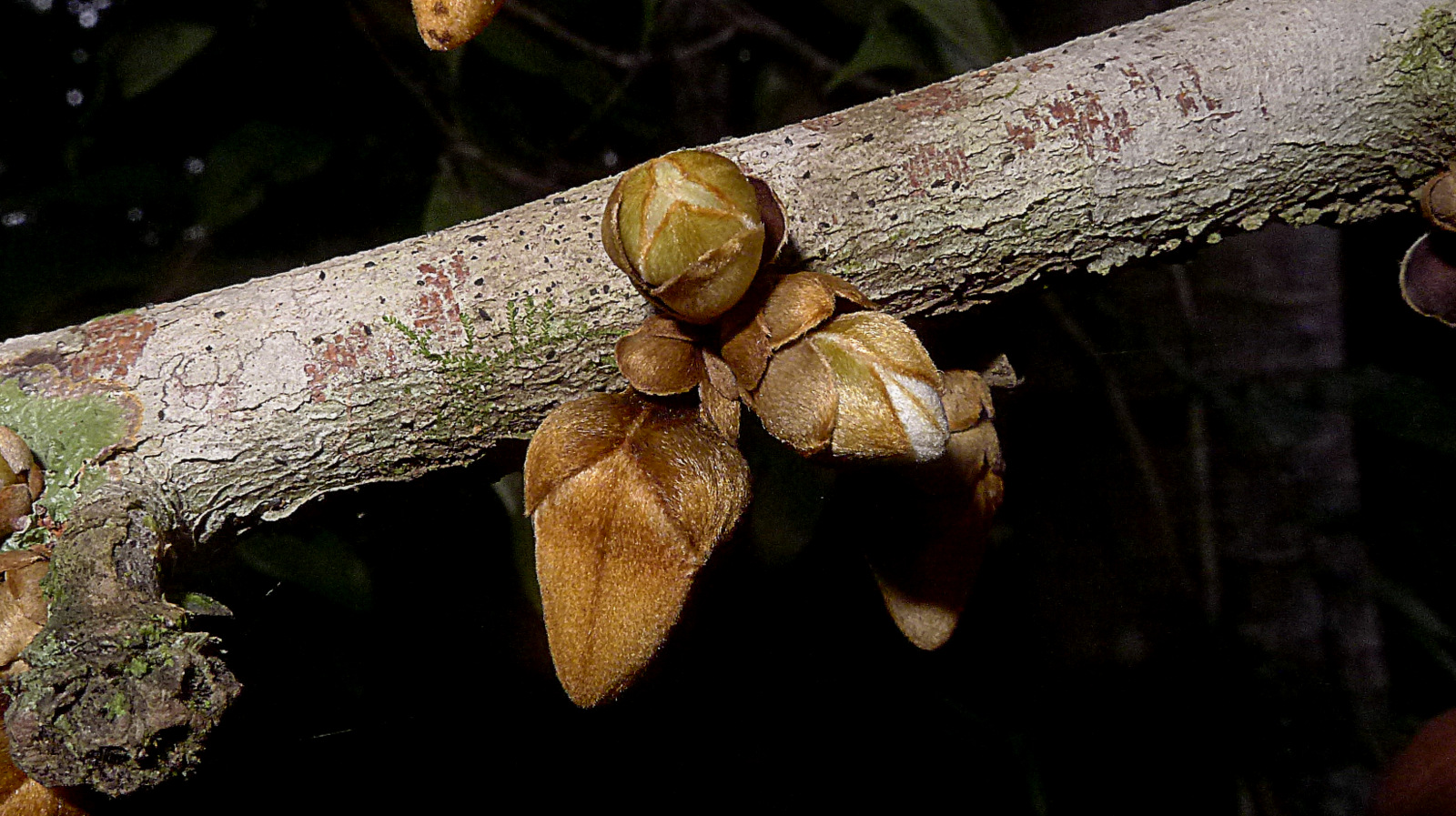
Owoce gatunku Xylopia ochrantha

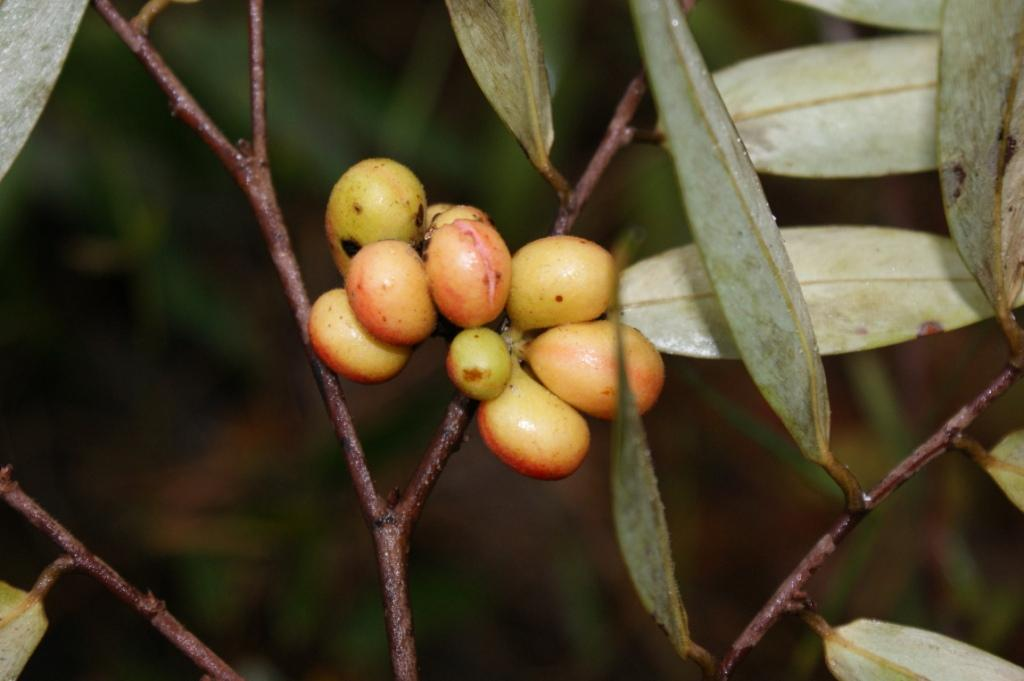
Owoce gatunku Xylopia sericea

Pozycja według APweb (aktualizowany system APG III z 2009)
Rodzaj wraz z całą rodziną flaszowcowatych w ramach rzędu magnoliowców wchodzi w skład jednej ze starszych linii rozwojowych okrytonasiennych określanych jako klad magnoliowych.
Lista gatunków
| - Xylopia acutiflora (Dunal) A.Rich. - Xylopia aethiopica (Dunal) A.Rich. - Xylopia africana Oliv. - Xylopia amazonica R.E.Fr. - Xylopia ambanjensis Cavaco & Keraudren - Xylopia amoena R.E. Fr. - Xylopia amplexicaulis (Lam.) Baill. - Xylopia arenaria Engl. - Xylopia aromatica (Lam.) Mart. - Xylopia aurantiiodora De Wild. & T.Durand - Xylopia barbata Mart. - Xylopia beananensis Cavaco & Keraudren - Xylopia bemarivensis Diels - Xylopia benthamii R.E.Fr. - Xylopia bocatorena Schery - Xylopia brasiliensis Spreng. - Xylopia buxifolia Baill. - Xylopia calophylla R.E.Fr. - Xylopia capuronii Cavaco & Keraudren - Xylopia caudata Hook.f. & Thomson - Xylopia cayennensis Maas - Xylopia chrysophylla Louis ex Boutique - Xylopia collina Diels - Xylopia columbiana R.E. Fr. - Xylopia conjungens R.E. Fr. - Xylopia coriifolia Ridl. - Xylopia crinita R.E.Fr. - Xylopia cupularis Mildbr. - Xylopia cuspidata Diels - Xylopia danguyella Ghesq. ex Cavaco & Keraudren - Xylopia decorticans D.M. Johnson & Lobão - Xylopia dehiscens (Blanco) Merr. - Xylopia densiflora R.E. Fr. - Xylopia densifolia Elmer - Xylopia dielsii Cavaco & Keraudren - Xylopia discreta (L.f.) Sprague & Hutch. - Xylopia egleriana Aristeg. ex Maas - Xylopia elliotii Pierre ex Engl. & Diels - Xylopia elliptica Maingay ex Hook.f. & Thomson - Xylopia emarginata Mart. - Xylopia excellens R.E.Fr. - Xylopia fananehanensis Cavaco & Keraudren - Xylopia ferruginea (Hook.f. & Thomson) Baill. - Xylopia flamignii Boutique - Xylopia flexuosa Diels - Xylopia frutescens Aubl. - Xylopia fusca Maingay ex Hook.f. & Thomson - Xylopia gilbertii Boutique - Xylopia humblotiana Baill. - Xylopia hypolampra Mildbr. - Xylopia katangensis De Wild. - Xylopia kuchingensis I.M.Turner & D.M.Johnson - Xylopia laevigata (Mart.) R.E. Fr. - Xylopia lamii Cavaco & Keraudren - Xylopia langsdorfiana St.Hilaire & Tulasne | - Xylopia lastelliana Baill. - Xylopia latipetala Verdc. - Xylopia le-testui Pellegr. - Xylopia lemurica Diels - Xylopia lenombe Paiva - Xylopia ligustrifolia Dunal - Xylopia longicuspis R.E. Fr. - Xylopia longipetala De Wild. & T.Durand - Xylopia macrantha Triana & Planch. - Xylopia madagascariensis Cavaco & Keraudren - Xylopia malayana Hook.f. & Thomson - Xylopia micans R.E. Fr. - Xylopia mildbraedii Diels - Xylopia mucronata Boerl. - Xylopia multiflora R.E.Fr. - Xylopia mwasumbii D.M. Johnson - Xylopia nervosa (R.E. Fr.) Maas - Xylopia nitida Dunal - Xylopia ochrantha Mart. - Xylopia odoratissima Welw. ex Oliv. - Xylopia orestera I.M.Turner & D.M.Johnson - Xylopia orinocensis Bagstad & D.M.Johnson - Xylopia panamensis G.E. Schatz - Xylopia paniculata Exell - Xylopia parviflora Spruce - Xylopia perrieri Diels - Xylopia peruviana R.E. Fr. - Xylopia phloiodora Mildbr. - Xylopia pittieri Diels - Xylopia plowmanii P.E.Berry & D.M.Johnson - Xylopia polyantha R.E. Fr. - Xylopia pulchella Ridl. - Xylopia pulcherrima Sandwith - Xylopia pynaertii De Wild. - Xylopia quintasii Pierre ex Engl. & Diels - Xylopia rubescens Oliv. - Xylopia sahafariensis Cavaco & Keraudren - Xylopia sericea A.St.-Hil. - Xylopia sericolampra Diels - Xylopia sericophylla Standl. & L.O. Williams - Xylopia spruceana Benth. ex Spruce - Xylopia staudtii Engl. & Diels - Xylopia stenopetala Oliv. - Xylopia strilophylla Standl. - Xylopia surinamensis R.E. Fr. - Xylopia talbotii Exell - Xylopia tomentosa Exell - Xylopia toussaintii Boutique - Xylopia trichostemon R.E. Fr. - Xylopia venezuelana R.E.Fr. - Xylopia vielana Pierre - Xylopia villosa Chipp - Xylopia wilwerthii De Wild. & T.Durand - Xylopia xylantha R.E. Fr. |

## Zastosowanie
Roślina ma zastosowanie jako surowiec drzewny. Ponadto owoce bywają wykorzystywane jako przyprawa. Lokalnie ma zastosowanie w medycynie ludowej. Zawiera alkaloidy, które w Amazonii są używane jako środki nasenne. Gatunek Xylopia aethiopica dawniej był często stosowany w Europie, obecnie wykazano jego działanie przeciwmalaryczne. Z kolei gatunek Xylopia brasiliensis jest źródłem pieprzu – zawiera piperynę.